# David Gallego
David Gallego Rodríguez (Súria, 26 januari 1972) is een Spaans voetbalcoach en voormalig voetballer.

## Trainerscarrière

### Beginjaren
Een half jaar na zijn spelersafscheid begon Gallego als trainer van CE Sant Feliu Sasserra. Na een half seizoen stapte hij over naar zijn ex-club CE Súria, waarmee hij in 2013 promotie naar de Segona Catalana afdwong.

### RCD Espanyol
In juni 2013 ging Gallego aan de slag bij RCD Espanyol, waar hij aan de slag ging bij de jeugdopleiding. Na drie seizoenen werd hij aangesteld als trainer van het B-elftal van de club in de Segunda División B. In zijn debuutseizoen degradeerde hij met Espanyol B naar de Tercera División, maar een jaar later stond Espanyol B terug op het derde niveau.
Na het ontslag van hoofdtrainer Quique Sánchez Flores op 20 april 2018 werd Gallego aangesteld als interim-trainer. In de vijf resterende competitiewedstrijden dat seizoen bleef Espanyol ongeslagen onder Gallego: de club morste enkel met de punten tegen UD Las Palmas (1-1-gelijkspel) en won zijn wedstrijden tegen FC Girona, Atlético Madrid, Málaga CF en Athletic Bilbao.
Na de aanstelling van Rubi als hoofdtrainer ging Gallego weer aan de slag bij Espanyol B. Toen Rubi na een seizoen vertrok, werd Gallego in juni 2019 definitief aangesteld als hoofdtrainer van Espanyol. In de Europa League leidde Gallego zijn ploeg in de kwalificatiefase voorbij Stjarnan FC, FC Luzern en Zorja Loehansk, waarna de club in een groep met CSKA Moskou, Ferencvárosi TC en PFK Ludogorets werd ingedeeld. In de competitie liep het heel wat minder: Espanyol startte met 1 op 9 en pakte na de 1-2-zege tegen SD Eibar op de vierde competitiespeeldag ook maar 1 op 12. Op 7 oktober 2019 werd hij ontslagen door Espanyol, dat zich na acht competitiespeeldagen in de degradatiezone stond. Onder de drie andere heren die Espanyol in het seizoen 2019/20 nog coachten – Pablo Machín, Abelardo Fernández en Francisco Rufete – slaagde de club er niet meer in om uit de degradatiezone te geraken, waardoor de club voor het eerst sinds de promotie in 1994 uit de Primera División degradeerde.

### Sporting Gijón
In juli 2020 werd Gallego de nieuwe trainer van tweedeklasser Sporting Gijón. De club startte met 12 op 12 en stond na vier speeldagen alleen aan de leiding, maar nam vervolgens een duik in het klassement door 1 op 9 te sprokkelen. Gijón stond quasi een heel seizoen op een plaats die recht geeft op de eindronde, maar zakte na onder andere een slechte reeks in april 2021 (1 op 12) naar de zevende plaats. De club eindigde uiteindelijk op amper twee punten van nummer zes Rayo Vallecano, dat de promotie-playoffs uiteindelijk zou winnen.
Ook in het seizoen 2021/22 nam Sporting Gijón een prima start in de competitie: de club begon met 13 op 15 en stond even alleen op kop. Na de 3-2-nederlaag tegen SD Eibar op de zesde competitiespeeldag herpakte Gijón zich meteen door 8 op 12 te pakken en zo in de top twee te blijven. Daarna zette de club evenwel een dramatische reeks neer: na de 1-0-zege tegen AD Alcorcón op de tiende competitiespeeldag bleef de club tien opeenvolgende competitiewedstrijden zonder zege. Op 22 februari 2022, twee dagen na de 2-3-nederlaag tegen SD Ponferradina die de club opnieuw naar de vijftiende plaats had doen zakken, werd Gallego ontslagen.

### SD Ponferradina
Uitgerekend SD Ponferradina, de club die hem in februari 2022 de kop had gekost bij Sporting Gijón, werd in november van dat jaar de nieuwe club van Gallego. De club stond op dat moment amper één punt boven de degradatiestreep in de Segunda División A. Gallego begon met 1 op 9 en slaagde er nooit in om de club uit de gevarenzone te halen, waarop hij op 10 april 2023 ontslagen werd. In de zeven resterende competitiewedstrijden slaagde Juanfran er niet in om het behoud te verzekeren, waardoor de club na vier seizoenen weer naar het derde niveau zakte.

### Anorthosis Famagusta
In juni 2023 ging Gallego aan de slag bij de Cypriotische eersteklasser Anorthosis Famagusta.